# Víctor Manuel Vucetich

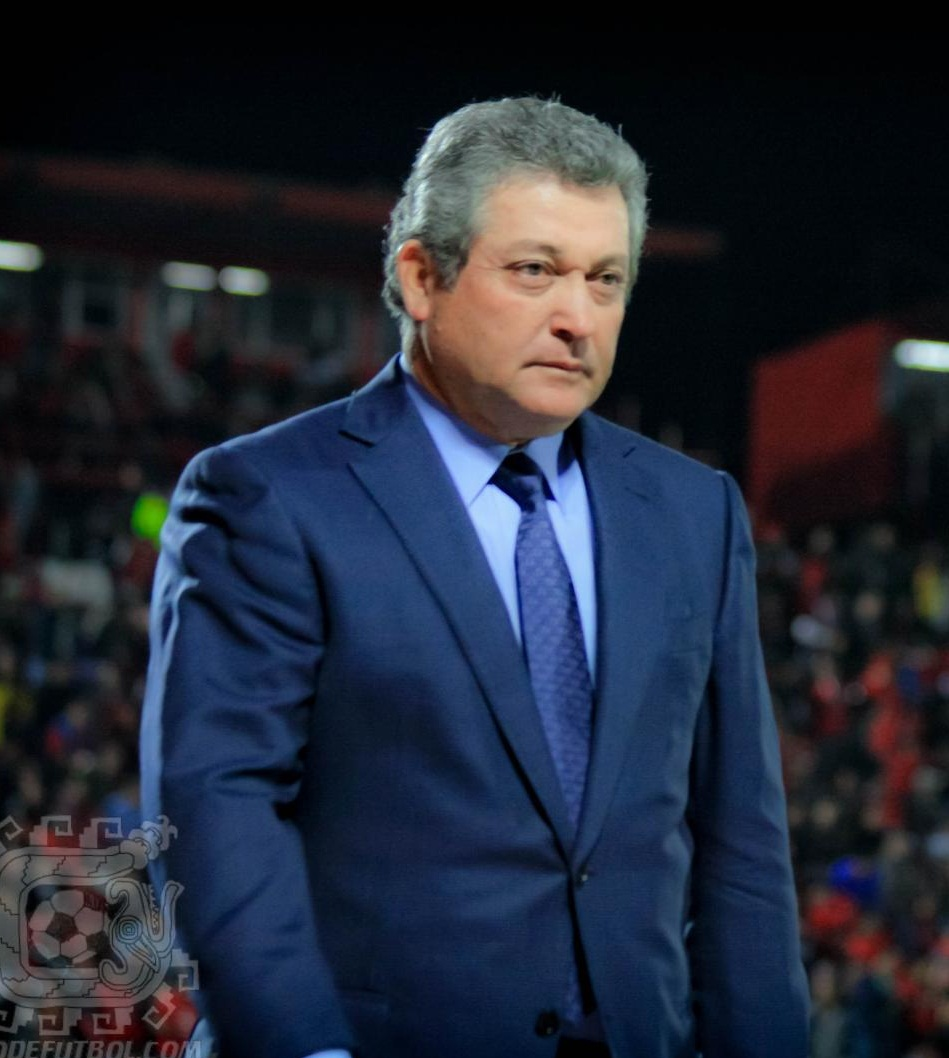
Víctor Manuel Vucetich Rojas

Víctor Manuel Vucetich Rojas (* 25. Juni 1955 in Tampico, Tamaulipas) ist ein mexikanischer Fußballtrainer und ehemaliger Spieler, der während seiner aktiven Zeit für den Club León, den CF Atlante und den CF Oaxtepec tätig war.
Sein Trainerdebüt gab er am 27. Juni 1990 für den Club León, mit dem er 1992 die mexikanische Meisterschaft gewann. 1993 wechselte er zu den UAG Tecos, mit denen er auf Anhieb seinen zweiten Meistertitel gewann; im Übrigen der bisher einzige Meistertitel dieses Vereins überhaupt. 1995 wechselte Vucetich zu den UANL Tigres und war fortan bei keinem Verein mehr länger als nur ein Jahr tätig. 1996/97 folgte Cruz Azul, bevor er 1997/98 zu den UAG Tecos, Anfang 1999 zum Club León und 1999/00 zu den UANL Tigres zurückkehrte. Nach weiteren Stationen beim CF La Piedad (2001/02) und beim Puebla FC (2002/03) gewann er mit dem CF Pachuca in der Clausura 2004 seinen dritten Meistertitel, dem genau fünf Jahre später mit dem CF Monterrey in der Clausura 2009 sein vierter und bisher letzter Titel folgte.
Am  12. September 2013 wurde er als Nachfolger von José Manuel de la Torre Trainer der mexikanischen Fußballnationalmannschaft.
In der Apertura 2016 gewann die von ihm trainierte Mannschaft des Querétaro FC den mexikanischen Pokalwettbewerb.